# 中野市立高社中学校
中野市立高社中学校（なかのしりつこうしゃちゅうがっこう）は、長野県中野市にある公立中学校である。

## 概要
高社中学校は中野市の北部にある学校である。2019年度現在は216人の生徒が在籍、職員数は23人。日本のクラリネット奏者で国立音楽大学学長（武田忠善）が卒業した学校である。制服は男子が学生服、女子はブレザー。学校内では学校指定の運動着である。

## 校章
高社中学校の校章は、ホップの葉と高社山をデザイン化している。創立（1960年）時、ホップ（ビールの原料）の生産は、この地域の 主な産業の一つであった。そのホップに HOPE（希望）を重ねて、高社山とともに 校章とした。

## 学校目標
- 思いを『聴こう』　『語ろう』　『創ろう』[2]

## 沿革
- 1960年 - 平岡、長丘、科野、倭の4中学校が統合され高社中学校となる 。形式的な統合で旧4中学校が部校として存続。
- 1962年 - 1年生から3年生まで全員新校舎に移る。学級数21　生徒数967名。
- 1970年 - 創立10周年記念式典。
- 1975年 - 創立15周年記念式典。
- 1976年 - 柔剣道場落成（現在の小体育館）。
- 1980年 - 創立20周年記念式典。
- 1990年 - 創立30周年記念式典。
- 2000年 - 創立40周年記念式典。
- 2002年 - 新校舎起工式。
- 2003年 - 管理特別教室　竣工式。
- 2010年 - 創立50周年記念式典[3]。